# Космос-1331
Космос-1331 је један од преко 2400 совјетских вјештачких сателита лансираних у оквиру програма Космос.
Космос-1331 је лансиран са космодрома Плесецк, СССР, 7. јануара 1982. Ракета-носач Р-7 Семјорка (рус. Семёрка) (8К71, НАТО ознака SS-6 Sapwood) са додатим степеном је поставила сателит у орбиту око планете Земље. Маса сателита при лансирању је износила 750 килограма. Космос-1331 је био комуникациони сателит.